# NGC 5036
NGC 5036 ist eine Linsenförmige Galaxie vom Hubble-Typ SB0-a im Sternbild Jungfrau auf der Ekliptik. Sie ist schätzungsweise 296 Millionen Lichtjahre von der Milchstraße entfernt und hat einen Durchmesser von etwa 60.000 Lj.
Im selben Himmelsareal befinden sich u. a. die Galaxien NGC 5015 und NGC 5039.
Das Objekt wurde am 25. Januar 1887 vom US-amerikanischen Astronomen Francis Preserved Leavenworth entdeckt.